# بورغ لوند (رسام)
بورغ لوند (بالنرويجية: Børge Lund)‏ (و. 1973  م) هو فنان قصص مصورة، ورسام توضيحي، ورسام كارتون نرويجي.